# Andinobates bombetes
La ranita venenosa del Valle del Cauca o rana rubí es una especie de anfibio de la familia Dendrobatidae, endémica de Colombia, se encuentra en los Andes, en ambas cuencas de la Cordillera Occidental del departamento del Valle del Cauca y en la ladera occidental de la Cordillera Central de los departamentos de Quindío y Risaralda.

## Hábitat
Vive en el estrato más bajo del bosque, entre los 1580 y 2100 m de altitud. Deposita sus huevos entre la hojarasca y las larvas se desarrollan en bromelias. Se encuentra amenazada por pérdida de hábitat.

## Descripción
El macho mide en promedio 17,76 mm de longitud y la hembra 18,63 mm. El dorso es de color negro a pardo, purpúreo o marrón oscuro con rayas anaranjadas a rojas brillantes laterales desde el hocico hasta aproximadamente la mitad del cuerpo.  El labio superior es del mismo color que las rayas del cuerpo o verde pálido. La lengua y mucosa de la boca son de color gris negruzco. El iris es marrón muy oscuro. A menudo presenta una mancha rojiza en la parte posterior de la cabeza. Los lados del cuerpo son de color negro, con unas pocas manchas de color blancuzco, amarillo o verdoso.
El brazo superior es del color anaranjado o rojizo de las rayas del cuerpo. Pequeñas manchas de color verde rojizo o pálido a veces están presentes en la parte inferior del muslo. Las partes ventrales de los brazos son de color negro con pequeñas manchas pálidas. Las partes inferiores de la cabeza, cuerpo y extremidades posteriores son verde claro, amarillo pálido o verde azulado pálido con un moteado negro. Las superficies dorsales de las manos y los pies suelen tener una mancha pequeña de color verde azulado, verde pálido o amarillo. Los dedos son de color marrón o gris, con las palmas y las plantas gris oscuro.